# 1947 dans les parcs de loisirs
| Années des parcs de loisirs : 1944 - 1945 - 1946 - 1947 - 1948 - 1949 - 1950    |
| Décennies des parcs de loisirs : 1910 - 1920 - 1930 - 1940 - 1950 - 1960 - 1970 |

## Parcs d'attractions

### Changement de nom
- Knott's Berry Place devient Knott's Berry Farm[1] ( États-Unis)